# دورات المناخ في شمال إفريقيا
لدورات المناخ في شمال إفريقيا تاريخ فريد يمكن إرجاعه إلى ملايين السنين. يتميز النمط المناخي الدوري للصحراء الكبرى بتغيرات كبيرة في قوة الرياح الموسمية في شمال إفريقيا. عندما تكون الرياح الموسمية في شمال إفريقيا في أقوى حالاتها، يزداد هطول الأمطار السنوي وبالتالي يزداد الغطاء النباتي في منطقة الصحراء، مما يؤدي إلى ظروف يُشار إليها عادةً باسم الصحراء الخضراء. بالنسبة للرياح الموسمية الضعيفة نسبيًا في شمال إفريقيا، فإن العكس هو ما يحدث، مع انخفاض هطول الأمطار السنوي وقلة الغطاء النباتي مما يُؤدى إلى مرحلة من دورة مناخ الصحراء المعروفة باسم «الصحراء الصحراوية».
يمكن أن تُعزى الاختلافات في مناخ منطقة الصحراء الكبرى، على أبسط مستوى، إلى التغيرات في التشمس بسبب التحولات البطيئة في المعالم المدارية للأرض. تتضمن المعالم تباعد الاعتدالات، والميل، والانحراف على النحو المنصوص عليه في نظرية ميلانكوفيتش. تعتبر بداية الاعتدالات أهم عامل مداري في تكوين دورة «الصحراء الخضراء» و «الصحراء الصحراوية».
تُظهر ورقة بحثية نشرها معهد ماساتشوستس للتكنولوجيا [الإنجليزية] في يناير 2019 في Science Advances [الإنجليزية] دورة من المناخ الرطب إلى الجاف كل 20000 عام تقريبًا.